# شهداء بلفيوري

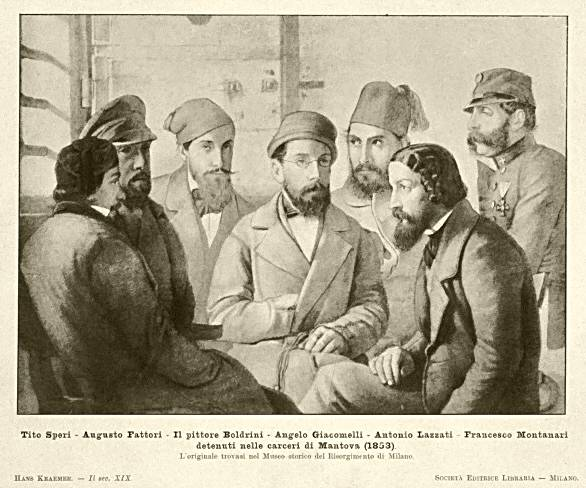
تيتو سبيري و أغوسطو فاتوري و الرسام بالدوريني و أنجيلو جياكوميلي و أنطونيو لازاتي و فرانشيسكو مونتاناري في السجن في مونتوفا عام 1853.

شهداء بلفيوري كانوا مجموعة المقاتلين الموالين للاستقلال حكم عليهم بالإعدام شنقاً في عام 1853 خلال توحيد إيطاليا. كان منهم تيتو سبيري [الإنجليزية] و الكاهن إنريكو تازولي. أطلق ذاك الاسم عليهم نسبة للمكان الذي نفذ فيهم حكم الإعدام، في وادي بلفيوري عند المدخل الجنوبي لمانتوفا. كان الشنق الخطوة الأولى في سلسلة طويلة من أحكام الإعدام التي فرضها جوزيف راديتزكي، الحاكم العام للومبارديا فينيشيا. مثلت هذه الأحداث ذروة القمع النمساوي بعد حرب الاستقلال الإيطالية الأولى ووسمت بالفشل جميع سياسات إعادة التهدئة.